# 贝恩德·鲍赫施皮斯
贝恩德·鲍赫施皮斯（德語：Bernd Bauchspieß，1939年10月10日—2024年10月22日），德国男子足球运动员，司职前锋。他曾代表德国联队参加1964年夏季奥林匹克运动会足球比赛，获得一枚铜牌。